# Liste der Biografien/Ole
Liste der Biografien |
Portal Biografien |
Personensuche
# |
A |
B |
C |
D |
E |
F |
G |
H |
I |
J |
K |
L |
M |
N |
O |
P |
Q |
R |
S |
T |
U |
V |
W |
X |
Y |
Z |
?
 
Oa |
Ob |
Oc |
Od |
Oe |
Of |
Og |
Oh |
Oi |
Oj |
Ok |
Ol |
Om |
On |
Oo |
Op |
Oq |
Or |
Os |
Ot |
Ou |
Ov |
Ow |
Ox |
Oy |
Oz
 
Ola |
Olb |
Olc |
Old |
Ole |
Olf |
Olg |
Olh |
Oli |
Olj |
Olk |
Oll |
Olm |
Oln |
Olo |
Olp |
Olr |
Ols |
Olt |
Olu |
Olv |
Olw |
Oly |
Olz
Die Liste der Biografien führt alle Personen auf, die in der deutschsprachigen Wikipedia einen Artikel haben. Dieses ist eine Teilliste mit 190 Einträgen von Personen, deren Namen mit den Buchstaben „Ole“ beginnt.

## Ole
- Ole, Eduard (1898–1995), estnisch-schwedischer Maler
- Olé, Olli (* 1975), deutscher Sänger und Entertainer

### Olea
- Olea, Pedro (* 1938), spanischer Regisseur
- Oleaga Guerequiz, José (1911–1961), spanischer römisch-katholischer Ordensgeistlicher, Apostolischer Präfekt von San Francisco Javier
- Oleak, Hans (1930–2018), deutscher Astrophysiker
- Oleak, Rainer (* 1953), deutscher Musiker, Komponist und Produzent
- Olearius, Adam († 1671), deutscher Diplomat und SchriftstellerAdam Olearius († 1671)

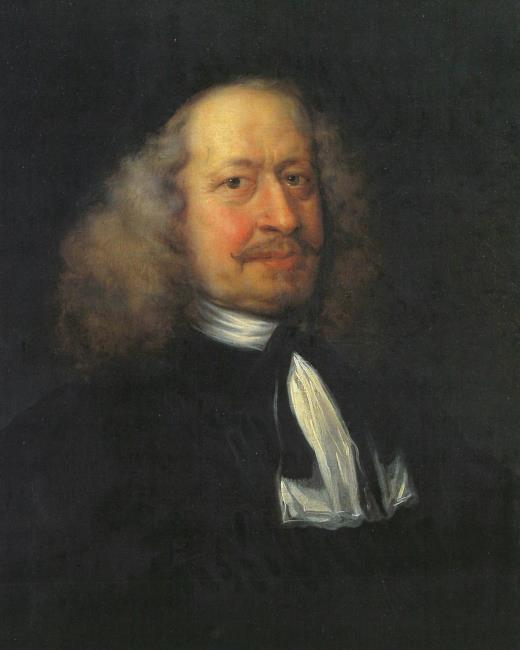
Adam Olearius († 1671)

- Olearius, Cäsar (1821–1901), deutscher Politiker
- Olearius, Christian (* 1942), deutscher Banker
- Olearius, Georg Philipp (1680–1741), deutscher Philologe und evangelischer Theologe
- Olearius, Gottfried (1604–1685), deutscher Theologe, Chronist der Stadt Halle
- Olearius, Gottfried (1672–1715), deutscher Philologe und evangelischer Theologe
- Olearius, Johann August (1644–1711), deutscher evangelischer Theologe
- Olearius, Johann August (1688–1746), deutscher evangelischer Theologe
- Olearius, Johann Christian (1646–1699), deutscher lutherischer Theologe
- Olearius, Johann Christoph (1668–1747), deutscher evangelischer Theologe und Prediger, Numismatiker und Historiker
- Olearius, Johann Friedrich (1661–1689), deutscher lutherischer Theologe
- Olearius, Johann Friedrich (1679–1726), deutscher Rechtswissenschaftler
- Olearius, Johann Friedrich (1697–1750), deutscher evangelischer Theologe
- Olearius, Johann Friedrich August (1789–1861), Versicherungsunternehmer
- Olearius, Johann Gottfried (1635–1711), evangelischer Theologe und Kirchenlieddichter
- Olearius, Johann Gottfried (1641–1675), deutscher Pädagoge und evangelischer Theologe
- Olearius, Johann Gottlieb (1684–1734), deutscher Rechtswissenschaftler und Historiker
- Olearius, Johannes (1546–1623), deutscher lutherischer Theologe und PhilologeJohannes Olearius (1546–1623)

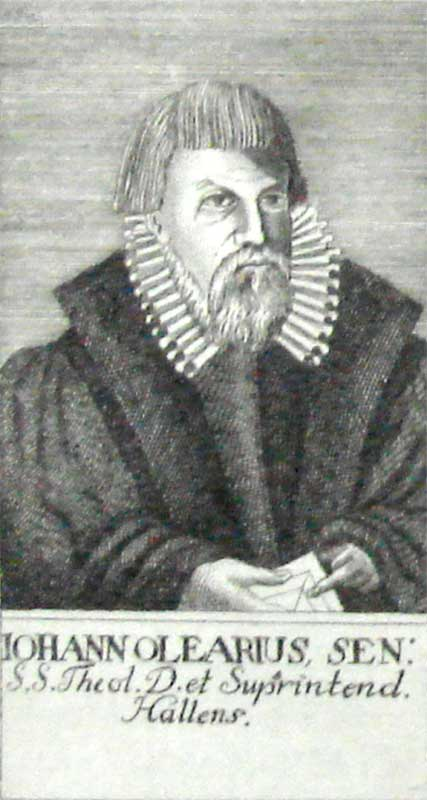
Johannes Olearius (1546–1623)

- Olearius, Johannes (1611–1684), evangelischer Theologe und Kirchenlieddichter
- Olearius, Johannes (1639–1713), deutscher lutherischer Theologe
- Olearius, Johannes Andreas (1639–1684), deutscher lutherischer Theologe
- Olearius, Tilemann (1600–1671), deutscher lutherischer Theologe und Grammatiker
- O’Leary, Beth (* 1992), englische Autorin
- O’Leary, Ciarán (* 1973), irischer Pokerspieler
- O’Leary, Cornelius (1927–2006), irischer Historiker und Politikwissenschaftler
- O’Leary, Daniel Florence (1801–1854), irischer General und britischer Diplomat in Kolumbien
- O’Leary, David (1880–1958), südafrikanischer Ordensgeistlicher, apostolischer Vikar von Transvaal in Südafrika
- O’Leary, David (* 1958), irischer Fußballspieler und -trainerDavid O’Leary (* 1958)

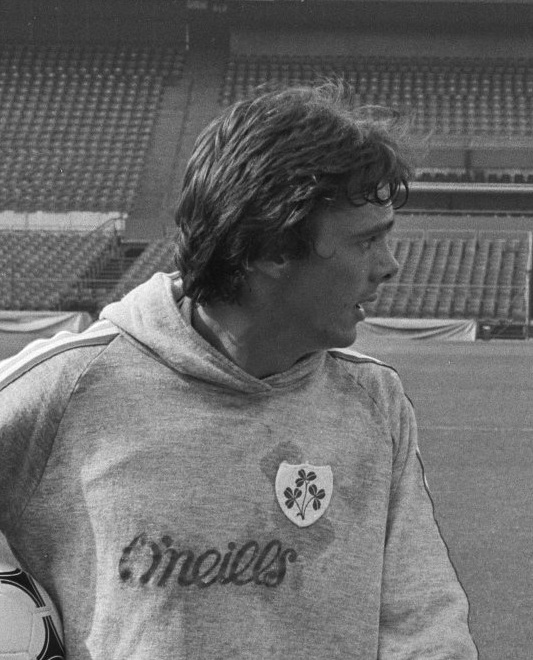
David O’Leary (* 1958)

- O’Leary, De Lacy (1872–1957), britischer Arabist und Semitist
- O’Leary, Denis (1863–1943), US-amerikanischer Jurist und Politiker
- O’Leary, Dianne P. (* 1951), US-amerikanische Mathematikerin, Informatikerin und Hochschullehrerin
- O’Leary, Edward Cornelius (1920–2002), US-amerikanischer Geistlicher, römisch-katholischer Bischof von Portland
- O’Leary, Eoin (* 1959), irischer Diplomat
- O’Leary, Hazel R. (* 1937), US-amerikanische Politikerin (Demokratische Partei)
- O’Leary, Henry Joseph (1879–1938), kanadischer römisch-katholischer Geistlicher und Erzbischof von Edmonton
- O’Leary, Humphrey (1886–1953), neuseeländischer Anwalt, Chief Justice von Neuseeland
- O’Leary, James A. (1889–1944), US-amerikanischer Politiker
- O’Leary, Jason (* 1978), kanadischer Eishockeytrainer
- O’Leary, John (1830–1907), irischer Republikaner und Fenier
- O’Leary, John (1894–1959), irischer Politiker der Irish Labour Party
- O’Leary, John (1933–2015), irischer Politiker
- O’Leary, Joseph V. (1890–1964), US-amerikanischer Politiker
- O’Leary, Kevin (* 1954), kanadischer Unternehmer, Investor und Autor
- O’Leary, Marian, irische EU-Beamtin
- O’Leary, Mark (* 1969), irischer Jazz- und Improvisationsmusiker (Gitarre, Komposition)
- O’Leary, Matt (* 1987), US-amerikanischer Filmschauspieler
- O’Leary, Meghan (* 1984), US-amerikanische Ruderin
- O’Leary, Michael (1936–2006), irischer Politiker, Minister, Jurist, Sportler
- O’Leary, Michael (* 1958), US-amerikanischer Schauspieler
- O’Leary, Michael (* 1961), irischer Geschäftsmann, Vorsitzender von RyanairMichael O’Leary (* 1961)

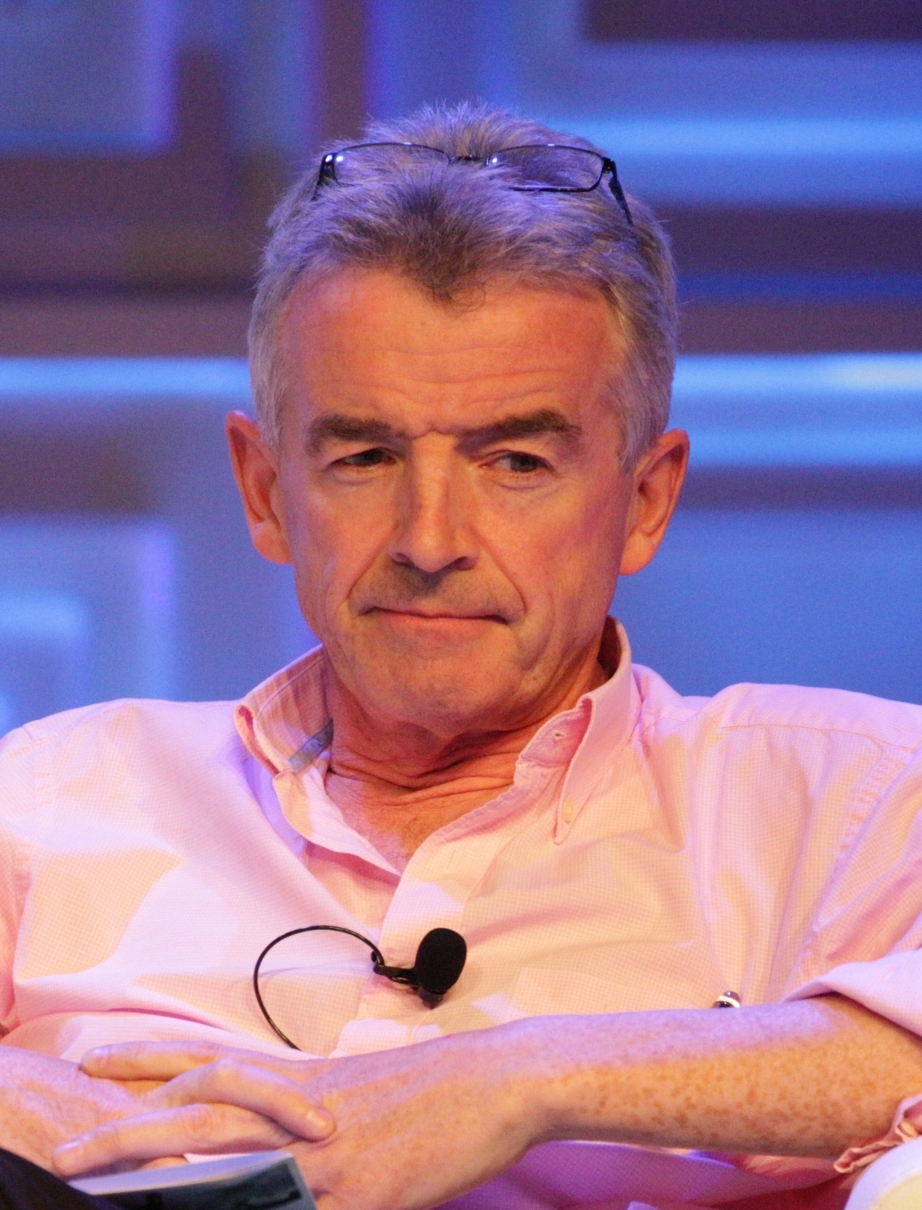
Michael O’Leary (* 1961)

- O’Leary, Pat, US-amerikanischer Jazzmusiker (Kontrabass, Komposition)
- O’Leary, Peter (* 1972), neuseeländischer Fußballschiedsrichter
- O’Leary, Pierce (* 1959), irischer Fußballspieler
- O’Leary, Sammy (* 2003), deutscher Schauspieler im Fernsehen
- O’Leary, Síofra (* 1968), irische Juristin und Richterin am Europäischen Gerichtshof für Menschenrechte
- O’Leary, Terence (1928–2006), britischer Diplomat
- O’Leary, Thomas Mary (1875–1949), US-amerikanischer Geistlicher, römisch-katholischer Bischof von Springfield
- O’Leary, Tomás (* 1983), irischer Rugby-Union-Spieler
- O’Leary, William (* 1957), US-amerikanischer Schauspieler
- Oleas, Jürg (* 1957), Schweizer Maschinenbauer

### Olec
- Olech, Artur (1940–2010), polnischer Boxer
- Olech, Czesław (1931–2015), polnischer Mathematiker
- Olech, Janusz (* 1965), polnischer Säbelfechter
- Olech, Joanna (* 1955), polnische Autorin von Kinder- und Jugendbüchern, Illustratorin und Literaturkritikerin
- Olech, Wiktorija (* 1993), ukrainische Skilangläuferin
- Olech, Zbigniew (1940–2008), polnischer Boxer
- Olechnowicz, Bogusława (* 1962), polnische Judoka
- Olechnowitz, Karl-Friedrich (1920–1975), deutscher Mittelalterhistoriker in Rostock
- Olechowska, Alicja (* 1956), polnische Politikerin (Platforma Obywatelska), Mitglied des Sejm
- Olechowski, Andrzej (* 1947), polnischer Politiker
- Olechowski, Richard (* 1936), österreichischer Erziehungswissenschaftler
- Olechowski, Thomas (* 1973), österreichischer Rechtshistoriker
- Olecki, Wiktor (1909–1981), polnischer Radsportler, nationaler Meister im Radsport

### Olef
- Olef, Ingrid (1939–2023), deutsche Politikerin (SPD), MdL
- Oleff, Wyatt (* 2003), US-amerikanischer Schauspieler
- Olefirenko, Olena (* 1978), ukrainische Ruderin

### Oleg
- Oleg, legendarischer Fürst von Mähren
- Oleg, Regent über das spätere Großfürstentum Kiew und Gründer des Kiewer ReichesOleg

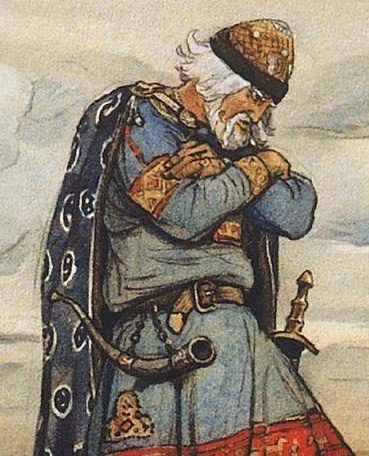
Oleg

- Oleg Swjatoslawitsch († 977), Fürst der Drewljanen
- Oleguer († 1137), Bischof von Barcelona und Erzbischof von Tarragona
- Oleguer (* 1980), spanischer Fußballspieler

### Olei
- Oleikiewitz, Peter (* 1946), deutscher Politiker (SPD), MdV, MdL
- Oleinikov, Igor (* 1968), deutscher Maler
- Oleinikow, Igor Juljewitsch (* 1953), russischer Kinderbuch-Illustrator und Künstler
- Oleinikow, Iwan Antonowitsch (* 1998), russischer Fußballspieler
- Oleinikowa, Jelena Anatoljewna (* 1976), russische Dreispringerin

### Olej
- Olejak, Marc (* 1971), deutscher Politiker (Piratenpartei), MdL
- Olejár, Lukáš (* 1987), slowakischer Biathlet und Skilangläufer
- Olejňák, Martin (* 1970), slowakischer Volleyballtrainer
- Olejniczak Lobsien, Verena (* 1957), deutsche Anglistin und Hochschullehrerin
- Olejniczak, Andrzej (* 1954), polnischer Jazzmusiker (Tenor- und Sopransaxophon)
- Olejniczak, Danuta (* 1952), polnische Politikerin (Platforma Obywatelska), Mitglied des Sejm
- Olejniczak, Dawid (* 1983), polnischer Tennisspieler
- Olejniczak, Jakub (* 1997), polnischer Sprinter
- Olejniczak, Klaudia (* 1997), polnische Fußballspielerin
- Olejniczak, Michał (* 2001), polnischer Handballspieler
- Olejniczak, Stanisław (1938–2022), polnischer Basketballspieler
- Olejniczak, Wojciech (* 1974), polnischer Politiker und Wirtschaftswissenschaftler
- Olejnik, Bärbel (* 1968), deutsche Fußballspielerin
- Olejnik, Craig (* 1979), kanadischer Schauspieler
- Olejnik, Hartmut (* 1930), deutscher Gartenarchitekt, Direktor des Tierpark Stralsund
- Olejník, Ladislav (1932–2022), deutsch-tschechischer Eishockeyspieler und -trainer
- Olejnik, Monika (* 1956), polnische Journalistin
- Olejnik, Robert (* 1986), österreichischer Fußballspieler
- Olejnik, Wilhelm (1888–1967), deutscher Politiker (SPD), MdL

### Olek
- Olek, Alexander (1969–2024), deutscher Biochemiker und Unternehmer
- Olek, Alfred (1940–2007), polnischer Fußballspieler
- Olek, Anna Monta (* 2002), deutsche Judoka
- Olek, Stefan (1920–1991), französischer Boxer
- Olekas, Juozas (* 1955), litauischer Politiker und Arzt (Mikrochirurgie)
- Oleknavicius, Algis (* 1947), deutscher Radrennfahrer und Radsportfunktionär
- Oleknavicius, Günter (* 1950), deutscher Fußballspieler
- Oleksiak, Jamie (* 1992), kanadisch-US-amerikanischer Eishockeyspieler
- Oleksiak, Jean (* 1935), französischer Fußballspieler
- Oleksiak, Penny (* 2000), kanadische Schwimmerin
- Oleksy, Józef (1946–2015), polnischer Politiker, Mitglied des Sejm, MdEP
- Oleksy, Steven (* 1986), US-amerikanischer EishockeyspielerSteven Oleksy (* 1986)

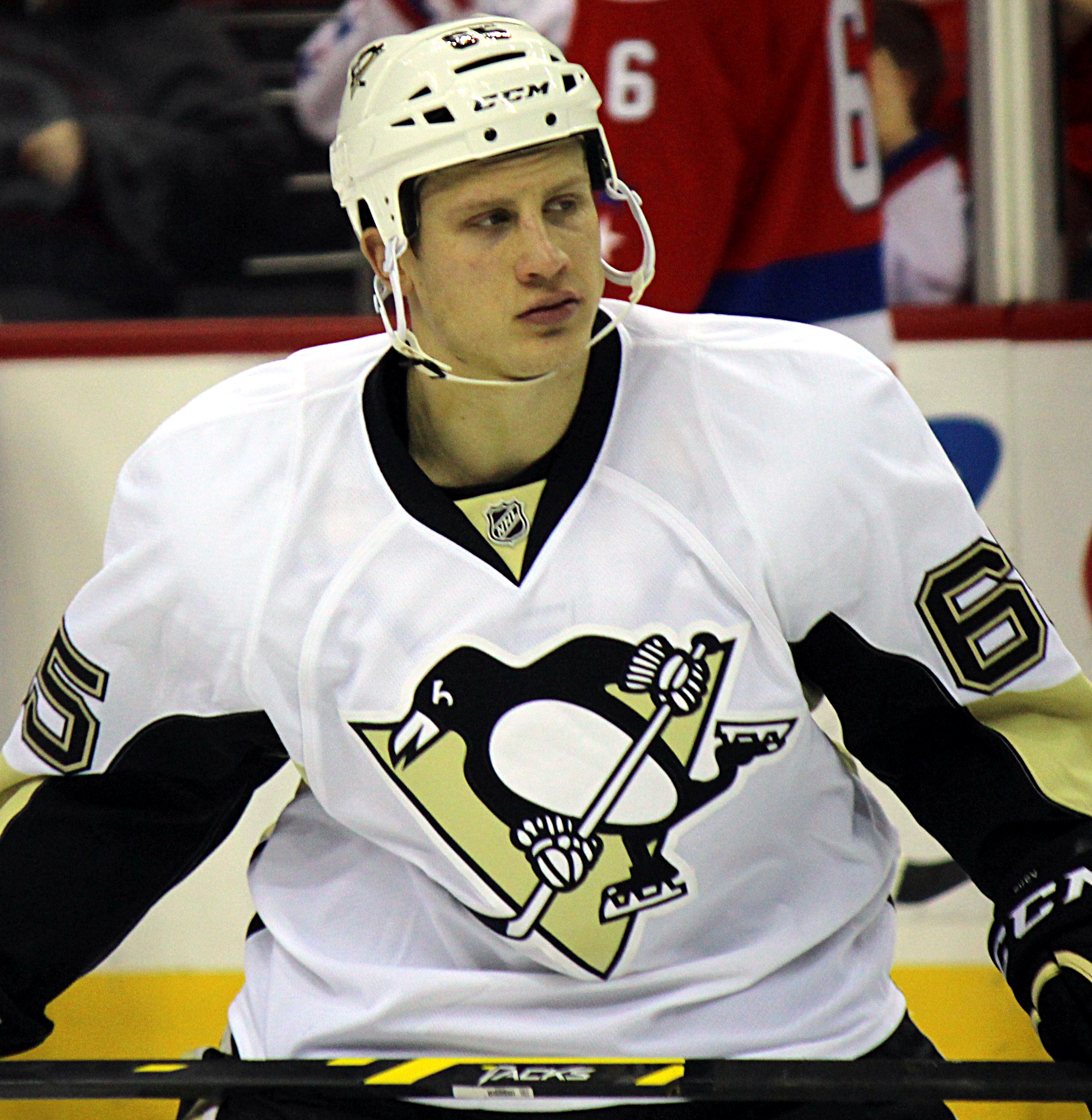
Steven Oleksy (* 1986)

### Olem
- Olembé, Salomon (* 1980), kamerunischer Fußballspieler

### Olen
- Olen, griechischer Dichter, Kultstifter und Priester
- Olenhusen, Karl Götz von (1847–1933), deutscher Rittergutsbesitzer und Politiker (DHP), MdR
- Oleniak, Juan Carlos (* 1942), argentinischer Fußballspieler
- Olenicak, Volker (* 1966), deutscher Politiker (AfD), MdL
- Olenik, Walentin Grigorjewitsch (1939–1987), sowjetischer Ringer
- Olenin, Alexei Nikolajewitsch (1763–1843), russischer Artillerieoffizier, Staatssekretär und Historiker
- Olenina, Anna Alexejewna (1808–1888), russische Sängerin und Autorin
- Olenius, Elsa (1896–1984), schwedische Bibliothekarin, Theaterpädagogin und AutorinElsa Olenius (1896–1984)

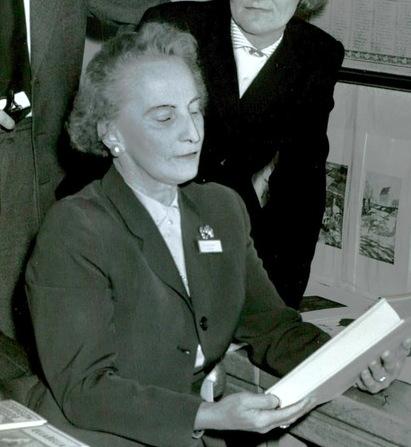
Elsa Olenius (1896–1984)

- Olenius, Valto (1920–1983), finnischer Stabhochspringer
- Olenschlager, Johann Daniel von (1711–1778), Frankfurter Patrizier und Politiker
- Olenschlager, Johann Nicolaus (1751–1820), deutscher Patrizier und Politiker
- Olenska-Petryschyn, Arkadija (1934–1996), ukrainische Künstlerin, Kunstkritikerin und Herausgeberin
- Olenyi, Joshua (* 2004), deutscher Basketballspieler

### Oler
- Oler, Newell (1934–2001), US-amerikanischer Pianist
- Olera, Clemente d’ (1501–1568), italienischer Kardinal
- Olère, David (1902–1985), jüdischer Maler polnischer Abstammung
- Olerinskaja, Ingrid Andrejewna (* 1992), russische Schauspielerin und Model

### Oles
- Oleś, Bartłomiej (* 1973), polnischer Schlagzeuger, Komponist und Produzent
- Oles, Bernd (1921–1988), deutscher Fußballtrainer
- Oles, Lou (1923–1967), US-amerikanischer Jazzmusiker
- Oleś, Marcin (* 1973), polnischer Bassist und Komponist
- Oleś, Marian (1934–2005), polnischer Geistlicher, römisch-katholischer Erzbischof und Diplomat des Heiligen Stuhls
- Oles, Oleksandr (1878–1944), ukrainischer Schriftsteller
- Olesch, Reinhold (1910–1990), deutscher Slawist und Sprachwissenschaftler
- Olescha, Juri Karlowitsch (1899–1960), russischer Schriftsteller
- Oleschinski, Brigitte (* 1955), deutsche Politologin und Lyrikerin
- Oleschnja, Sergei Nikolajewitsch (* 1956), sowjetisch-russischer Bildhauer und Hochschullehrer
- Oleschtschuk, Mykola (* 1972), ukrainischer Generalleutnant
- Olesen, Alf (1921–2007), dänischer Hindernisläufer
- Olesen, Annette K. (* 1965), dänische Filmregisseurin
- Olesen, Henrik (* 1967), dänischer Konzeptkünstler
- Olesen, Ib, dänischer Badmintonspieler
- Olesen, Jens (* 1950), dänischer Historiker
- Olesen, Jens Tang (* 1947), dänischer Fußballtrainer
- Olesen, Kirsten (* 1949), dänische Schauspielerin
- Olesen, Kjeld (1932–2024), dänischer sozialdemokratischer Politiker, Mitglied des Folketing, MdEP
- Olesen, Mathias (* 2001), luxemburgisch-dänischer Fußballspieler
- Olesen, Ole Birk (* 1972), dänischer Politiker und Journalist
- Olesen, Søren (1891–1973), dänischer Politiker (Danmarks Retsforbundet), Mitglied des Folketing, Innenminister
- Olesiejuk, Stanisław (* 1956), polnischer Maler, Zeichner und Lehrer
- Olesk, Lui (1876–1932), estnischer Jurist und Politiker
- Olesk, Olev (1921–2017), estnischer Exilpolitiker
- Olesk, Peeter (1953–2021), estnischer Literaturwissenschaftler und Politiker
- Olesk, Peeter (* 1993), estnischer Sportschütze
- Olesk, Sirje (* 1954), estnische Literaturwissenschaftlerin und Kritikerin
- Oleska, Helena (1875–1969), polnische Sängerin
- Oleska, Kurt (* 1914), deutscher Basketballspieler
- Olesker, Daniel (* 1952), uruguayischer Politiker
- Oleśnicki, Zbigniew (1389–1455), Bischof von Krakau, Kardinal, Kanzler und Diplomat
- Oleśnicki, Zbigniew (1430–1493), polnischer Staatsmann, Erzbischof von Gniezno, Primas von Polen
- Oleson, Brad (* 1983), US-amerikanischer Basketballspieler
- Oleson, John Peter (* 1946), kanadisch-US-amerikanischer Klassischer Archäologe
- Oleson, Nicholas R. (1966–1997), US-amerikanischer Schauspieler
- Olesz, Rostislav (* 1985), tschechischer Eishockeyspieler
- Oleszczuk, Kacper (* 1994), polnischer Leichtathlet
- Oleszkiewicz, Darek (* 1963), polnischer Jazzmusiker und Komponist
- Oleszkiewicz, Józef (1777–1830), polnischer Maler des Klassizismus

### Olet
- Oletzky, Torsten (* 1966), deutscher Manager

### Olev
- Olev, Fjodor (* 1984), deutscher Schauspieler, Synchronsprecher und Hörspielsprecher
- Olev, Pjotr (* 1955), russischer Schauspieler und Regisseur
- Olevian, Caspar (1536–1587), deutscher reformierter Theologe und Professor

### Olex
- Olexesh (* 1988), deutsch-ukrainischer RapperOlexesh (* 1988)

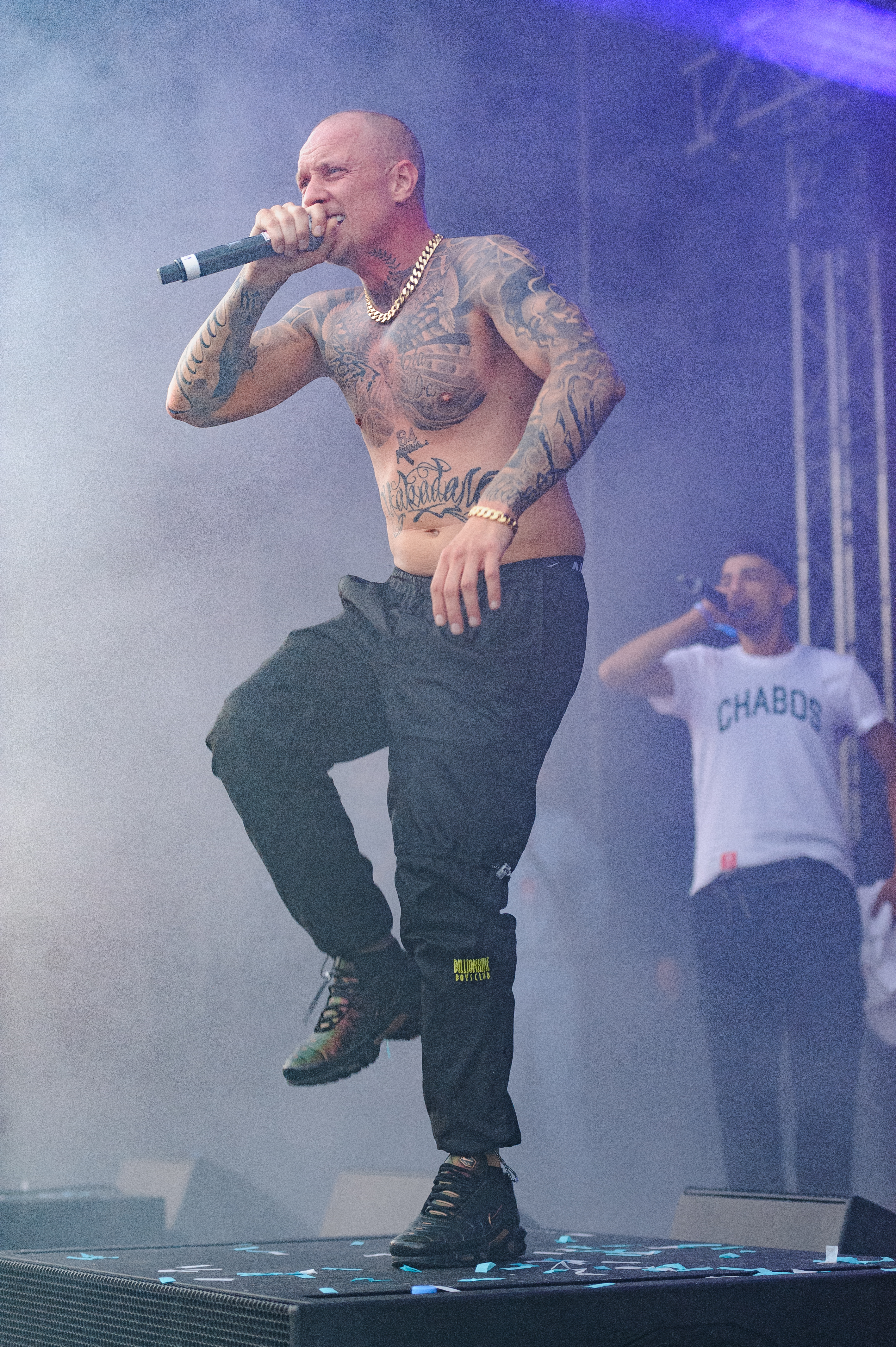
Olexesh (* 1988)

### Oley
- Oley, Dominic (* 1980), deutscher Schauspieler, Theaterregisseur und Dramatiker
- Oley, Holger (* 1959), deutscher Independent-Musiker, Sänger und Buchautor
- Oley, Johann Christoph (1738–1789), deutscher Komponist und Organist der frühen Klassik
- Oleynik, Larisa (* 1981), US-amerikanische Schauspielerin